# Scott Carson
Scott Paul Carson (* 3. září 1985 Whitehaven) je anglický profesionální fotbalový brankář, který chytá za anglický klub Manchester City FC. Mezi lety 2007 a 2011 odchytal také 4 utkání v dresu anglické reprezentace.

## Klubová kariéra
Carson nastoupil do akademie Leedsu United v roce 2002 a v únoru 2004 debutoval v prvním týmu Leedsu proti Manchesteru United.
V lednu 2005 přestoupil za 750 000 liber do Liverpoolu a ještě téhož roku byl povolán do anglické reprezentace. Za Liverpool nastoupil v devíti zápasech, včetně vítězného čtvrtfinálového utkání Ligy mistrů UEFA proti Juventusu v dubnu 2005. Ve vítězném finále Ligy mistrů 2005 a Superpoháru UEFA 2005 byl nevyužitým náhradníkem.
V následujících sezónách putoval po hostováních, mezi lety 2006 a 2008 nastupoval za Sheffield Wednesday, Charlton Athletic a Aston Villu. Po návratu do Liverpoolu z hostování v Aston Ville na konci sezony 2007/08 přestoupil v červenci 2008 za 3,25 milionu liber do West Bromwich Albion.
V roce 2011 přestoupil do tureckého Bursasporu. Po dvou letech v Turecku se vrátil zpět do Anglie do Wiganu Athletic, kde setrval až do roku 2015, kdy se upsal Derby County.
V srpnu 2019 Carson odešel na hostování k úřadujícímu šampionovi Premier League Manchesteru City, aby plnil roli brankářské trojky za Edersonem a Claudiem Bravem. V roce 2021 přestoupil do Manchesteru City na trvalo.
Dne 9. března 2022, v odvetném utkání osmifinále Ligy mistrů UEFA proti portugalskému Sportingu CP, nastoupil Carson dvacet minut před koncem do svého prvního zápasu v evropských pohárech po sedmnácti letech. Carson udržel čisté konto při remíze 0:0 a pomohl City k postupu do čtvrtfinále (první zápas skončil výhrou Citizens 5:0). Ve finále Ligy mistrů 2023, v němž City zvítězilo nad Interem Milán, byl nevyužitým náhradníkem.

## Reprezentační kariéra
Carson poprvé nastoupil za anglický tým do 21 let v únoru 2004 a později si připsal dalších 21 startů v anglické jednadvacítce. Po mistrovství Evropy hráčů do 21 let v roce 2007 debutoval Carson v listopadu 2007 proti Rakousku v seniorské reprezentaci Anglie.

## Ocenění

### Klubová

#### Liverpool
- Liga mistrů UEFA: 2004/05[6]
- Superpohár UEFA: 2005[7]
- FA Cup: 2005/06

### Manchester City
- Premier League: 2020/21, 2021/22, 2022/23
- Liga mistrů UEFA: 2022/23[18]
- EFL Cup: 2019/20, 2020/21
- Community Shield: 2020